# Pipaón
Pipaón en espagnol ou Pipaon en basque, est une commune ou contrée de la municipalité de Lagrán dans la province d'Alava dans la Communauté autonome basque.
Elle a environ 30 habitants.